# Up the Bracket
Pour la chanson du même nom, voir l’article Up the Bracket.
Albums de The Libertines
I Get Along EP
(2003)
Up the Bracket est le premier album du groupe britannique The Libertines, sorti le 14 octobre 2002, atteignant la 51e place aux charts UK Albums.
L'album est ressorti le 8 septembre 2003 avec un titre supplémentaire, What a Waster, et un DVD où figurent les vidéos promotionnelles des singles Up the Bracket, Time for Heroes et I Get Along.
Up the Bracket marque le début d'un revival pour les groupes rock britannique, avec d'autres groupes comme Razorlight, The Paddingtons, Arctic Monkeys, The View ou The Kooks.
Le nom de l'album Up The Bracket fait allusion à la phrase prononcée par le comédien britannique Tony Hancock dans Hancock's Half Hour, un mot d'argot employé pour désigner un coup de poing dans la gorge.

## Liste des morceaux
Toutes les chansons sont écrites par Pete Doherty et Carl Barât.
1. « Vertigo » – 2:37
2. « Death on the Stairs » – 3:24
3. « Horrorshow » – 2:34
4. « Time for Heroes » – 2:40
5. « Boys in the Band » – 3:42
6. « Radio America » – 3:44
7. « Up the Bracket » – 2:40
8. « Tell the King » – 3:22
9. « The Boy Looked at Johnny » – 2:38
10. « Begging » – 3:20
11. « The Good Old Days » – 2:59
12. « I Get Along » – 2:51
13. « What a Waster » – 2:57
14. « Mockingbird » / "Mayday »

« What a Waster » et « Mockingbird » sont des morceaux bonus pour les versions des États-Unis et du Japon.
« What a Waster » a été ajoutée sur l'album lors de sa ressortie le 8 septembre 2003 avec un DVD des vidéos de trois singles de l'album (Up the Bracket, Time For Heroes, I Get Along).

## Singles
- Up the Bracket 30 septembre 2002, Rough Trade #29
- Time for Heroes 13 janvier 2003, Rough Trade #20

## Accueil de la presse
« Up the Bracket is the assured debut of the most debauched newcomers on the rock scene for some time: the Libertines. »
« Up the Bracket est assurément l'arrivée des nouveaux-venus les plus débauchés sur la scène rock pour un moment : The Libertines. » – BBC
« ...you'll be hard-pushed to find a more pulsating debut by a Brit guitar band all year. »
« ... vous aurez du mal à trouver des débuts plus pulsatoire par un groupe britannique à guitare cette année. » - Manchester Online
« Not since the Clash has a band evoked so precisely the grime and thrill of young London. »
« On n'avait plus eu de groupe évoquant si précisément la saleté et les sensations fortes des jeunes de Londres depuis les Clash. » - Blender Magazine

## Anecdotes
- Philippe Manœuvre a classé l'album dans son livre Rock'n'Roll : la discothèque idéale : 101 disques qui ont changé le monde comme étant le 102e album « ayant changé le monde ».
- Le titre du morceau 9, « The Boy Looked at Johnny », provient d'un livre de Julie Burchill et de Tony Parsons à propos de la mort de la musique rock (il a été écrit à la fin des années 1970. Le livre à lui-même pris son nom des paroles d'une chanson de Patti Smith "Land", de l'album Horses. La chanson fait habituellement penser à Johnny Borrell, leader de Razorlight et ancien bassiste des Libertines.
- Le morceau, "Time for Heroes" est utilisé dans le film American Pie : Marions-les !.
- Le morceau What a Waster n'était pas à l'origine présent dans l'album, mais plus tard la chanson y est incluse avec des vidéos après une nouvelle sortie de l'album. What a Waster est également utilisé dans le film The Football Factory.
- Horrorshow prend probablement son nom du film A Clockwork Orange. Le sujet de la chanson est un procès au début de la carrière du groupe, la première lignee ("I've been following, following my minds instructions on how to slowly, sharply, screw myself to death") a été écrite sur un post-it pour Pete Doherty par sa petite amie Francesca - non créditée. cependant, on ne sait pas ce qui est advenu de ce supposé procès.
- Radio America était présente dans le groupe depuis leur premiers jours. Un autre enregistrement de la chanson existe provenant des répétitions du groupe avant d'être signé chez Rough Trade Records. Les arrangements de la chanson sont légèrement différents de celle sur l'album. cela dit, il a été dit à moment de l'enregistrement de Radio America que le groupe avait loué d'antique guitare pour 24 heures pour obtenir un authentique son "ancien".
- Le choix de la pochette de l'album est venu pendant les derniers jours de mixage, quand le producteur Mick Jones amène un exemplaire du journal The Guardian newspaper au studio. Pour un reportage sur une émeute en argentine il y avait une photo de policiers anti-émeutes, Mick a pensé que cela pouvait être génial pour la pochette de l'album parce que cela faisait écho à la photographie des Clash à leur début en 1977.
- Sur le clip vidéo de la chanson de Black Lips, Bad Kids, le début de la séquence vidéo ressemble énormément à la couverture de Up the Bracket.